# René Breitbarth
René Breitbarth (ur. 24 marca 1966 w Mühlhausen w Turyngii) – wschodnioniemiecki bokser, wicemistrz świata z 1986 i mistrz Europy z 1985.
Zwyciężył w kategorii papierowej (do 48 kg) na mistrzostwach Europy juniorów w 1984 w Tampere. Powtórzył ten sukces w wieku 19 lat na seniorskich mistrzostwach Europy w 1985 w Budapeszcie, zwyciężając w finale obrońcę tytułu Iwajło Marinowa z Bułgarii.
W następnym roku przeszedł do kategorii koguciej (do 54 kg). Zdobył w niej srebrny medal na mistrzostwach świata w 1986 w Reno, po porażce w finale z Moon Sung-kilem z Korei Południowej.
Na mistrzostwach Europy w 1987 w Turynie wywalczył brązowy medal w wadze koguciej, po przegranej w półfinale z Aleksandyrem Christowem z Bułgarii. Wystąpił w tej kategorii na igrzyskach olimpijskich w 1988 w Seulu, ale po wygraniu dwóch walk przegrał trzecią z Jorge Julio Rochą z Kolumbii i odpadł z turnieju.
Breitbarth był mistrzem NRD w wadze papierowej w 1984 oraz w wadze koguciej w 1986 i 1987. Po zjednoczeniu Niemiec był wicemistrzem w wadze piórkowej (do 57 kg) w 1990 (przegrał z Dariuszem Kosedowskim).
Po zakończeniu kariery pracował jako trener bokserski.